# Гестацијски хориокарцином
Гестацијски хориокарцином је малигна неоплазма постељичног ткива и најагресивнији облик трофобластних болести. Овај малигни тумор који има велику сколоност ка хематогеном ширењу, убраја се међу најмалигнијих тумора у телу човека. Хориокарцином је једини тумор паразит у човековом телу, јер не потице од ткива организма, већ се у њему ствара и развија. Настаје у зиду материца као последица малигне дегенерације у заосталим деловима постељице, најчешће након избацивања гроздасте моле, после побачаја или порођаја. Хориокарцином се може јавити и код мушкарца, као герминативни тумор тестиса, у чистом облику, или као компонента у мешовитом тумору тестиса. Такође, али ређе може се јавити и у другим деловима тела као примарни тумор (нпр.на плућима и сл.).

## Гестацијске трофобластне болести
Стања трофобласта која су у предиспозиција за неоплазму и неоплазме трофобласта, спадају у групу гестацијских трофобластних болести. Након развоја и примене нових техника из области цитогенетике, створени су услови за разумевање посебних моларних ентитета. Мада и даље патогенеза ових болести, посебно ХМ, остаје контроверзна тема за многе гинекологе и акушере.
Етиологију ГТБ неки аутори приписују прекомерном расту вилозног трофобласта, чија секреција води даљем бубрењу ресица, васкуларној облитерацији и оштећењу овума. Друга аутори, као што су Хертиг ја Едмондс, тврде да је иницијални процес у настанку ГТБ рана смрт ембриона, и немогућност развоја феталне циркулације што доводи до прекомерног бујања хорионских ресица код хидатидне моле (ХМ).

## Класификација гестацијских трофобластних болести
Задњих деценија 20. века у гинекологији и акушерству, на глобалном нивоу, стварани су различити системи класификација гестацијских трофобластних болести (ГТБ), а све у циљу успешнијјег лечења оболелих пацијенткиња:
Прва класификација СЗО
Према класификацији коју је 1983. године дала Светска здравствена организација (СЗО), под термином ГТБ подразумевају се четири клиничко-патолошка облика поремећаја раста хуманог трофобласта:
- хидатиформна мола (комплетна и делимична),
- инвазивна мола,
- гестацијски хориокарцином,
- трофобластни тумор лежишта плаценте.[16]

Друга класификација СЗО
Светска здравствена организација у сарадњи са са међународним удружењем за гинеколошку патологију, 1994. године ревидирала је горенаведену класификацију на:
1. Хидатиформна мола
- а) Парцијална хидатиформна мола,
- б) Комплетна хидатиформна мола;

2. Инвазивна мола;
3. Хориокарцином;
4. Епителоидни трофобластни тумора;
5. Трофобластни тумора лежишта плаценте;
6 Трофобластне лезија
- а) Пренаглашена реакција плацентног лежишта,
- б) нодус или плак плацентног лежишта;
- ц) некласификоване трофобластне лезије.

Анатомска (ФИГО) класификација гестацијских трофобластних болести
Систем класификације Међународна федерација за гинекологију и акушерство (ФИГО) (стадијума), који датира из 1982. године, заснован је на анатомским критеријумима и прилагођен је системима класификације који се користе за све остале малигне туморе гинеколошке локализације. Пракса је показала, пре неким студијама да стадијум ФИГО класификације у око 13% случајева није одговарао категорији ризика болести према прогностичком скору.
Анатомска (ФИГО) класификација гестацијских трофобластних болести
| Стадијуми | Дефиниција                                                      |
| --------- | --------------------------------------------------------------- |
| I         | Болест ограничена стриктно на тело materice                     |
| II        | Болест проширена на гениталне структуре                         |
| III       | Метастазе у плућима, са или без захваћености гениталног система |
| IV        | Удаљене метастазе                                               |

На основу ове поделе и прописаних протокола спроводи се терапија, која је код бенигних (доброћудних) форми хируршка, а код малигних, конзервативна – хемиотерапија (један хемиотерапеутик код неметастатског облика болести са ниским ризиком или комбинација више хемиотерапеутика код високо ризичних метастатских облика).

## Историја
Први описи гестацијске трофобластне болести датирају још од давних времена пре рођења Христа:
- Хипократ је, у 4. веку пре нове ере, описао хидатиформну молу (ХМ), као водену болест материце. Њен настанак приписао је нездравој води.[17]
- У 6. веку, Еције из Амида, први је употребио израз hydatid.
- Грофица од Хенеберга, Маргарет, 1276. године родила је; | „ | „365 - оро деце“ на Велики петак. У време када је бишоп хтео сваку везикулу да крсти као Јосип или Марија, грофица је умрла од масивне хеморагије (искрвављења), што је заправо био један од примера комплетне хидатиформне моле. | ” |
- Све до средњег века, врло се мало знало о гестацијским трофобластним болестима (ГТБ).
- Једна од Париских бабица, Anne Victoire Boivin (1773-1841), прва је указала на могућност да је хидатиформна мола хорионског порекла.
- Бечки лекар Hans Chiari, 1871. године први је описаослучај са хориокарцинома, за који се до тада мислило да је неуобичајени облик примарог карцинома материце код млађих жена, удружени са скорашњом трудноћом. Hans Chiari је промене код хориокарцинома препозна као епителијални тумор, другојачији од саркома, али није знао да је пореклом од трофобласта.[17]
- Тек 1898. године, Феликс Маршан, професор патологије из Марбурга, је описао и доказао порекло ових тумора, тврдећи да они не настају из децидуе, већ из трофобласта.[19] Маршаново мисљење брзо је прихваћено у целој Европи.
- Након открића гонадотропних хормона, 1920. године, постало је јасно да питуитарни гонадотропини нису сасвим исти као хорионски. Тако је убрзо уведен чувени Ascheim-Zondek- тест за утврђивање Зондекове трудноће, за који се касније показало да је и први тест за присуство туморског маркера - хуманог хорионског гонадотропина (hCG), у гестацијским трофобластним болестима (ГТБ).
- Увођење 1972. године, технике мерења бета субјединице hCG, довело је до напретка у дијагностици и лечењу ГТБ.
- Године 1976. посебан допринос изучавању морфологији трофобластних болести дао је Курман са својим сарадницима, који је открио трофобластни тумора плацентног лежишта.
- Крајем седамдесетих година,Szulman и Surtia дефинисали су два облика хидатиформне моле: парцијалну, у којој постоји Фетус и триплоидни кариотип и комплетну молу без ембриона или фетуса, са диплоидним кариотипом.[17]
- Све до средине педесетих година 20. века, Када је Ли са сарадницима описао прву комплетну и продужену ремисију код пацијенткиње са хориокарциномом, лечене метотрексатом, прогноза болести била је лоша, чак и смртоносна код 90-95% случајева.
- Искуства и стечена сазнања кроз много векова истраживања сазлужна су што се данас гестацијске трофобластне болести сврставају међу најуспешније лечене малигне болести у гинекологији.[17][19].

## Епидемиологија
Гестацијске трофобластне болести дуго нису привлачиле пажњу епидемиолога, па је тек с краја 20. века спроведен већи број студија, што је, значајно допринео утврђивању глобалне и географска дистрибуција ових болести, и истовремено сгледан велики број потенцијалних фактора ризика. Открића механизма настанка ТГБ обољења, дало је још већи потстицај за нова истраживања.
Епидемиолошка слика гестацијских трофобластних болести ни данас није потпуна.
| „ | Најзначајнији методолошки проблеми, који су досад објављеним радовима, ограничавају интерпретацију података о инциденци су: дефиниција обољења, регистровање случајева обољења и идентификација ризичне популације | ” |

Инциденција на гобалном нивоу
- Инциденција хидатиформне моле (ХМ) на глобалном нивоу највиша је у Југоисточној Азији и креће се од 1-2/1.000 трудноћа у Јапану и Кини, до 12/1.000 трудноћа у Индонезији, Индији и Турској.
- Инциденција хориокарцинома (изражена је као проценат инциденције ХМ и варира од 19,1/1.000 трудноћа у Индији, до 0,2-0,7/1.000 трудноћа у Северној Америци, Европи и Азији.[20]

Инциденција по регионима
- Инциденција ХМ у Северној Америци,[21] Европи и Океанији приближно се креће 0,5-1/1.000 трудноћа.[22]
- Подаци из Јужне Америке и Африке, осим Нигерије прилично су оскудни .
- Недавне студије су показале значајан пад инциденције ГТБ у Кореји, са 4,4/1.000 трудноћа у шездесетим, на 1,6/1.000 у деведесетим годинама 20. века.[23]
- Подаци из Јапана су слични, инциденција је са 4,9/1.000.000 становника 1974. године опала на 1,9/1.000.000 у 1993. години. Тенденција опадања броја оболелих приближна је и у суседном Тајвану.[24]

Морбидитет и морталитет
- Слично као и ХМ, инциденција хориокарцинома има опадајући катактера, што се приписује побољшању социјално-економских услова живота.
- Након примене одговарајућиј протокола, степен преживљавања је 100% у групи пацијентица са ниским скором, односно 80% са високо ризичним скором.[16]

## Патогенеза
Патогенеза гестацијски хориокарцином је разноврсна. Хориокарцином се најчешће развија након:
- Претходне комплетне хориоиден моле (ХМ) у око 50% случајева. Хидатиформна мола као најчешће претеча гестацијски хориокарцинома јавља се најчешће пре двадесете и после четрдесете године живота, и обично јој претходи спонтани побачај. Исто тако, шене које су претходно боловале од ХМ, под већим су ризиком за поновљену моларну трудноћу, за разлику од оних са терминском трудноћом сам живорођеним дететом. Ова чињеница подржава хипотезу да је ХМ заправо трудноћа са хромозомским аномалијама.
- Након абортусу, терминске или ектопична трудноћа, у осталих 50% случајева.

За узроке постмоларног хориокарцинома наводе се две фактора:
- Метастазе непрепознатог интрамоларног жаришног хориокарцинома,
- Директним развојем из малигне промене у имплантираном трофобласту оплођеног овума.

Хориокарцином хистолошки карактерише анапластични цитотрофобласт и синцициотрофобласт, без хорионских ресица.

## Превенција
Применом тренутно најбољих сазнања и искустава из гинекологије и акушерства, у начелу се не би смело дозволити да живот и једне жене буде изгубљен због гестацијских трофобластних болести.
Због потенцијалне опасности од појаве рецидива хориокарцинома после неколико година, неопходно је:
- Континуирано праћење лечених болесница до краја живота, с тим што се фреквенција праћења са годинама постепено смањује.
- Квантитативно одређивање нивоа hCG - које се према препорукама СЗО ради месечно током првих шест месеци, а потом сваког другог месеца до истека прве године, свака три месеца током друге две године и на шест месеци од истека друге године после терапије.[29]
- Контрацепцију одржавати током једне године после завршетка хемиотерапије. Баријерни облик контрацепције и орални контрацептиви су прихватљиви, али се предност даје оралним контрацептивима јер врше супресију питуитарног лутеинизирајућег хормона који може интерферирати са прецизним мерењем hCG.
- Код трудноћа у каснијем периоду живота, због повећаног ризика за појаву гестацијске трофобластне болести, потребно је ток трудноће редовно пратити ултразвучним прегледима, како би се у првом триместру утврдио развој нормалне гестације.
- Продукте концепције или плаценту из будућих трудноћа, треба обавезно прегледани хистолошки, а ниво hCG, треба бити праћен шест недеља и након три месеца после завршетка трудноће.

## Прогноза
- Рецидив гестационог хориокарцинома у току прва три месеца најчешће је последица перзистенције болести а не класичног рецидива. Прави рецидив се обично јавља током прве године након терапије.
- Излечење гестационог хориокарцинома се сматра као потпуно уколико се болест не јави поново у периоду од пет година од примарне терапије.[30][31]